# Führungsunterstützungsbataillon 1
Das Führungsunterstützungsbataillon 1 (FüUB 1) ist der Direktion 6 – IKT & Cyber im Generalstab des Österreichischen Bundesheeres zugeordnet. Der Verband gehört zu den Cyber-Kräften und damit nimmt er Aufgaben der Führungsunterstützung wahr. Er kann geschlossen oder auch modulartig, jeweils nach den Einsatzerfordernissen, die Truppe in IKT-mäßiger Hinsicht unterstützen.

## Auftrag
Der Auftrag an das FüUB 1 ist der Aufbau eines mobilen Datenkommunikationsnetzwerks für Einsätze im In- und Ausland, wobei Veränderungen in der Lageentwicklung rasch erkannt und richtig beurteilt werden müssen.
Durch den Verband wird auch die Sprach- und Datenübertragung zu den im Ausland stationierten Truppen ganzjährig sichergestellt.
Moderne Geräte der Informations- und Kommunikationstechnologie (IKT) garantieren eine umfassende Kommunikationsfähigkeit des Verbandes. Diese ist – nach dem Force-Provider-Prinzip – speziell für den Bedarfsträger definiert. Im mobilen Bereich arbeiten die Funknetze über Richtfunk sowie datenfähige Ultrakurzwellen(UKW)- und Kurzwellen(KW)-Systeme.

## Gliederung und Aufgaben
- Bataillonskommando
  - Element für Netzsteuerung
  - Element für Elektronische Kampfführung
  - Fahrschule

- Stabskompanie
  - Kfz-Werkstätte
  - Elektronikwerkstatt (für eigene Fernmeldesysteme und andere Verbände)
  - ortsfeste Heimatfunkstelle (verschlüsselte KW-Verbindung zu allen Auslandsmissionen)

- Drei Führungsunterstützungskompanien (alle gleich gegliedert, daher modulartig einsetzbar)
  - Kommandogruppe
  - Versorgungsgruppe
  - I. IKT-Zug

Der I. IKT-Zug stellt mit seinem Vermittlungssystem ein modernes, interoperables, digitales und extrem leistungsfähiges Fernmeldegerät zur Verfügung, das mittels Satelliteneinbindung auch im Ausland das Kernstück des verlegbaren Fernmeldesystems des Bundesheeres bildet. Mit dem Vermittlungssystem „Kleinkontingent“ ist der I. IKT-Zug in der Lage – da in Transportkisten verpackt – die volle IKT-Kapazität (Datenübertragungsfähigkeit) auch luftbeweglich schnell zur Verfügung stellen zu können. Die Schnittstellenverbindung zur Übertragungsebene wird durch die IKT-Bautrupps mittels Lichtwellenleiter hergestellt. Mit der Netzfunkgruppe werden Verbindungen zwischen Funknetzen und digitalen Fernmeldenetzen ermöglicht. Das heißt, Kommandanten können von ihrem Funkgerät aus direkt im ortsfesten Fernmeldenetz telefonieren.
- - II. IKT-Zug

Der II. IKT-Zug hat den Auftrag, mit dem Satellitenverbindungstrupp einen globalen Übergang vom mobilen Führungsnetz in das ortsfeste Netz über Satellit sicherzustellen und mit den Richtfunksystemen die geforderten Übertragungsreichweiten zu schaffen.
- - Funkzug

Der Funkzug verfügt über Hochleistungsfunkgeräte im Kurzwellenbereich und kann datenfähige Funkverbindungen innerhalb kürzester Zeit – und das weltweit – herstellen.

## Geschichte
- 1956 Aufstellung des Stabes und einer Kompanie des Telegraphenbataillons II (TelB II)
- 1962 Umwandlung des TelB II zum Telegraphenbataillon 2 (TelB 2), das Bataillon ist damit die Führungstruppe des Gruppenkommando II in Graz
- 1978 Neue Bezeichnung Fernmeldebataillon 2 (FMB 2)
- 1994 Das bisherige FMB 2 wird im Zuge der Heeresgliederung NEU zum Fernmeldebataillon 1 (FMB 1), angepasst der Bezeichnung des KpsKdo I als dessen Korpstruppe
- 2001 Unterstellung dem Kommando der Landstreitkräfte
- 2008 Umbenennung in Führungsunterstützungsbataillon 1 (FüUB 1)
- 2019 Mit der Zusammenlegung des Kommandos Landstreitkräfte und Luftstreitkräfte dem Kommando Streitkräfte unterstellt
- 2024 Im Zuge der Organisationsreform wurde das FüUB1 der Direktion 6 - IKT & Cyber im Generalstab zugeordnet

## Sonstiges
Das Bataillon ist in der Lutschounig-Kaserne in Villach stationiert.